# Islamski Dżihad

Flaga Dżihadu

Islamski Dżihad (arab.: حركة الجهاد الإسلامي, Harakat al-Dżihad al-Islami) – islamistyczna organizacja o charakterze militarno-terrorystycznym, jedna z najwcześniej powstałych grup tego typu. Okres działalności grupy przypada na czas trwania wojny libańskiej.
W kwietniu 1983 dokonała zamachu bombowego na ambasadę amerykańską w Bejrucie.

## Nazwa organizacji
Nazwą Islamski Dżihad posługuje się kilka innych grup w krajach arabskich, jak Egipski Islamski Dżihad i Palestyński Islamski Dżihad. W zachodnich mediach właśnie ta ostatnia grupa jest kojarzona z terminem Islamski Dżihad, przede wszystkim wskutek szerokiego zainteresowania konfliktem izraelsko-palestyńskim. Nazwa jest też okazjonalnie używana przez libańską grupę Hezbollah.